# جون أرنولد أوستين
جون أرنولد أوستين (بالإنجليزية: John Arnold Austin)‏ هو ضابط أمريكي، ولد في 30 أغسطس 1905 في ووريور في الولايات المتحدة، وتوفي في 7 ديسمبر 1941 في الهجوم على بيرل هاربر.